# 皮姆利科
皮姆利科（英語：Pimlico，/ˈpɪmlɪkoʊ/）是倫敦市中心的一個地區，屬於西敏市。皮姆利科以其花園廣場和攝政時代的建築而著稱。許多名人如溫斯頓·丘吉爾都曾是這裡的居民。